# Per-Göran Näss
Per-Göran "P-G" Näss, född 13 november 1933 i Arvika, död 24 december 2015 i Karlstad, var en svensk polischef och åklagare.

## Biografi
Näss var son till rektor Carlos Näss och förest Connie Näss. Han tog juris kandidatexamen i Uppsala 1960, genomförde tingstjänstgöring 1960–1963, var kammaråklagare i Stockholm 1965–1971, chefsåklagare i Luleå 1972–1974, länsåklagare i Norrbottens län 1974–1978, byråchef vid Rikspolisstyrelsens säkerhetsavdelning 1978–1988 och länspolismästare i Uppsala län från 1988. Han ingick i utredning om flygsäkerhet vid rikspolisstyrelsen 1989 och i utredning om svenska gränskontrollen vid EG-inträde (inom rikspolisstyrelsen) från 1992.
Näss var under sin karriär inblandad i flera politiska affärer i Sverige, bland annat Ebbe Carlsson-affären, Operation Leo, Stig Bergling-affären och Palmemordet. I efterdyningarna av Palmemordet utredde han eventuella polisers inblandning. Näss efterträdde Olof Frånstedt på Säpo. 
Näss figurerar i Jan Guillous romanserie om Carl Hamilton under namnet Henrik P. Näslund  (omskrivning av P-G Näss), och förekommer framförallt i den första boken Coq Rouge (1986).
Han gifte sig 1959 med förskolläraren Birgit Perman (1934–2025), dotter till Gustaf Perman och Margit Ribbing. Per-Göran Näss är gravsatt på Arvika kyrkogård.